# Sonerila tenuifolia
Sonerila tenuifolia är en tvåhjärtbladig växtart som beskrevs av Carl Ludwig von Blume. Sonerila tenuifolia ingår i släktet Sonerila och familjen Melastomataceae. Inga underarter finns listade i Catalogue of Life.